# Sanjay Shah
Sanjay Shah (11 settembre 1970) è un imprenditore britannico coinvolto nella frode CumEx.
Ha fondato l'hedge fund Solo Capital, chiuso nel 2016 e la ONG Autism rocks, chiusa nel 2020.
Shah è stato condannato nel maggio 2023 nell'ambito della frode ai danni dello stato danese che avrebbe subito un danno di 12,7 miliardi di corone danesi tra il 2012 e il 2015. Shah ha ammesso che tramite l'hedge fund da lui gestito avrebbe ottenuto rimborsi fiscali per 8 miliardi di corone dal tesoro danese. Tuttavia sostiene di aver semplicemente sfruttato dei vuoti normativi nei paesi in cui i dividendi hanno una tassazione vantaggiosa per i soggetti residenti all'estero. Benché residente a Dubai dal 2008 Shah è stato estradato in Danimarca nel dicembre 2023.